# Juankoski
Juankoski è un'ex città finlandese di 5 145 abitanti (dato 2012), situata nella regione del Savo Settentrionale. Dall'inizio del 2017 è stata inglobata nella città di Kuopio.